# Irisbus Domino
L'Iveco 391 Domino, poi noto come Iveco Domino '94, Iveco Irisbus 397 Domino 2001 e Irisbus 397E New Domino, è stato un modello di autobus gran turismo sviluppato dall'azienda italiana Carrozzeria Orlandi e prodotto prima da Iveco e poi da Irisbus dal 1988 al 2011.

## Storia
Il modello fu realizzato nel 1988 dall'azienda modenese Carrozzeria Orlandi basandosi sul telaio dell'Iveco 370 S.12.30 e fu ribattezzato Iveco 391 Domino. Esso era disponibile in tre versioni con un'unica lunghezza da circa 12 metri. Successivamente nel 1994 fu lanciata una nuova versione, denominata Domino '94, seguita nel 1999 da un altro revamping, ribattezzato per l'appunto Iveco 391E Domino 2001 e poi Irisbus 397 Domino 2001. La quarta e ultima versione denominata New Domino 397E, progettata dall'ufficio tecnico della Orlandi, è stata realizzata sulla base di un bozzetto commissionato alla Pininfarina; il lancio commerciale è avvenuto nel giugno 2007 ed è stata messa fuori produzione nel 2011. Nel suo segmento il Domino è stato sostituito dall'Irisbus Magelys.

## Tecnica

### Iveco 391 Domino
L'Iveco 391 Domino era disponibile in tre versioni: HD, GT e GTS, tutte disponibili in un'unica lunghezza di circa 12 metri e larghezza di circa 2,55 metri. La versione GTS sostituiva al tradizionale telaio una struttura semi portante suddivisa in due elementi (anteriore e posteriore) raccordati da uno scatolato reticolare utilizzato come bagagliaio.

### Iveco Domino '94
Con il lancio del Domino '94 nel 1994 ne viene commercializzata una sola versione, che mantiene sostanzialmente invariate le dimensioni rispetto alla precedente. Essa montava un motore a sei cilindri in linea Iveco 8460.41S da 9500cc Euro I e poi Euro II da 345 CV abbinato ad un cambio manuale ad otto marce ZF 8 S 180.

### Iveco 391E - Irisbus 397 Domino 2001
Annunciato nel 1998 reso ordinabile dal 1999 il Iveco 391E - Irisbus 397 Domino 2001 fu commercializzato prima sotto il marchio Iveco e poi sotto il marchio Irisbus con un leggero cambiamento estetico al paraurti anteriore tra la prima e la seconda versione: i primi modelli presentano una doppia nervatura regolare, mentre la maggioranza di quelli prodotti con il marchio Irisbus (se non per i primi esemplari) presenta una nervatura curva che permette il posizionamento del logo Irisbus in posizione centrale. Era disponibile in tre versioni: HD Classic, HD Special e HDH. Tutte e tre presentavano la stessa larghezza di 2.55 metri e la stessa lunghezza di 12 metri precisi, mentre l'altezza era di 3,65 m nelle prime due versioni e 3,85 m nella terza.
A livello di meccanica inizialmente le versioni HD montavano lo stesso motore del Domino '94, mentre la versione HDH montava la versione da 375cv (8460.41N); in tutti e tre i casi restava invariato il cambio manuale a 8 marce ZF 8S 180, con possibilità di comando AVS per le versioni HD Special e HDH.Disponibile anche un cambio ZF 5HP 600 completamente automatico a 5 marce, disponibile solo con motorizzazione da 345cv, pensato più per il servizio di linea e quindi poco richiesto.
Venne poi aggiornata l'offerta con un Iveco F2B Cursor 8 7800cc a iniezione diretta da 352cv per la versione Classic e un Renault DCI I I 11116cc con iniezione Common Rail da 431cv per le altre due versioni, tutti motori rientranti nelle normative Euro III. Per la versione Classic si passò poi ad un manuale ZF 6S 1600 a 6 marce, mentre per le versioni HD Special e HDH veniva montato il manuale automatizzato ZF As-Tronic a 10 velocità.  

### Irisbus 397E New Domino
L'Irisbus New Domino era disponibile in due versioni che si diversificavano per l'altezza: HD (3,68 metri) e HDH (3,85 metri). Le due versioni erano lunghe 12,41 metri e larghe 2,55 metri. Entrambe montavano un motore FPT Cursor 10 Euro IV e poi Euro V abbinato nella versione HD ad un cambio meccanico o automatico con potenza di 380 o 450 cavalli vapore, mentre nella versione HDH era disponibile solo la motorizzazione da 450 cavalli vapore abbinata ad un cambio automatico ZF As-Tronic. La capacità era di 53 passeggeri nella versione HD e 55 in quella HDH.

## Diffusione
Il Domino si è diffuso principalmente in Francia, Italia e Repubblica Ceca tra gli operatori privati nel settore del noleggio con conducente ma anche in quello del trasporto pubblico locale a livello regionale e interregionale. Diversi esemplari di Domino 2001 e New Domino sono entrati nel parco mezzi di ARPA, per poi confluire in quello di TUA, mentre tre esemplari di Domino 2001 sono stati acquistati da FER e poi ceduti a START Romagna e TPER.
Pochi esemplari sono stati acquistati anche dalla Guardia di Finanza, dalla Polizia di Stato per il trasporto della Banda musicale e dalla Marina Militare.